# Shōkoku no Altair
Shōkoku no Altair (将国のアルタイル, Shōkoku no Arutairu; em inglês: Altair: A Record of Battles) é um mangá japonês escrito e ilustrado por Kotono Kato. Conta a história de Tuğril Mahmut, um jovem oficial militar e suas façanhas para proteger seu país da invasão de um império vizinho. O mangá foi serializado na revista de mangás shōnen Monthly Shōnen Sirius da Kodansha de julho de 2007 a novembro de 2023. Em março de 2022, 25 volumes em tankōbon foram publicados.
Uma adaptação para anime com 24 episódios, produzida pela MAPPA, foi exibida de julho a dezembro de 2017. Enquanto ia ao ar no Japão, a Amazon Video transmitiu a série para todo o mundo.
Em 2017, Shoukoku no Altair ganhou o 41.º Prêmio de Mangá Kodansha na categoria shōnen.

## Mídia

### Mangá
Escrito e ilustrado por Kotono Kato, a série em mangá de Shoukoku no Altair iniciou sua publicação na revista de mangás shōnen da Kodansha, Monthly Shōnen Sirius, em 26 de julho de 2007. A série terminou em 25 de novembro de 2023. A Kodansha reuniu os capítulos em volumes de tankōbon individuais. O primeiro foi publicado em 23 de abril de 2008. Em 9 de março de 2022, mais vinte e cinco volumes foram publicados.
A subsidiária norte-americana da Kodansha anunciou que lançaria a série em inglês por meio de sua plataforma digital, a partir de 21 de março de 2017.

#### Outros mangás
Um mangá de quatro quadros (yonkoma), intitulado Shōkoku no! (将国の!) foi publicado no site da Monthly Shōnen Sirius em 2012. Um mangá curto e cômico em estilo chibi criado por Shiina Soga, intitulado Shōkoku no Altair-san (小国のアルタイルさん, Shōkoku no Arutairu-san), começou na Monthly Shōnen Sirius em 26 de abril de 2012 e foi concluído em 26 de setembro de 2013,com seus 21 capítulos coletados em um único volume tankōbon, lançado em 9 de outubro do mesmo ano. Um capítulo especial de Shōkoku no Altair-san foi publicado na Monthly Shōnen Sirius em 26 de agosto de 2017.
Um spin-off, intitulado Shōkoku no Altair Gaiden: Tōkoku no Subaru (将国のアルタイル嵬伝 嶌国のスバル, Shōkoku no Arutairu Gaiden Tōkoku no Subaru), escrito por Hirokazu Kobayashi e ilustrado por Chika Kato, irmã de Kotono Kato, foi serializado na Monthly Shōnen Sirius de 26 de janeiro de 2016 a 26 de abril de 2019. O spin-off se passa a leste de Rumeliana, onde existiriam os países com maior influência asiática, e está a cerca de seis meses à frente da série principal. A trama se concentra na nação insular de Kusanagi, que foi anexada pelo país maior de Çinili e caiu em ruínas. Subaru se disfarça de ex-príncipe da nação e tenta liderar uma rebelião para libertar seu país. Kodansha coletou seus capítulos em sete tankōbon volumes, lançados de 17 de janeiro de 2017 a 9 de setembro de 2019.

### Anime
Em dezembro de 2016, a Aniplex abriu um site anunciando que Kazuhiro Furuhashi estava dirigindo uma série de anime chamada "Project Altair" através do estúdio MAPPA, mas não declarou quaisquer outros detalhes. Mais tarde naquele mês, imagens do site oficial da Monthly Shonen Sirius revelaram que "Project Altair" era uma adaptação de Shoukoku no Altair. A composição do roteiro foi feita por Noboru Takagi enquanto Ryo Kawasaki compôs a música. A série foi ao ar de 7 de julho a 22 de dezembro de 2017, no bloco de programação Animeism do canal de televisão MBS. A banda SID criou a primeira música de abertura "Rasen no Yume", enquanto Civilian fez a segunda "Akairo". As trilhas de encerramento são "Taiyō no Aitōka" por Flower e em seguida "Windy" por Chemistry.
Em junho de 2017, foi anunciado que o serviço Amazon Video transmitiria exclusivamente Shoukoku no Altair em mais de 200 países em todo o mundo, e seu canal Anime Strike transmitiria simultaneamente a série conforme ela fosse ao ar no Japão. O anime lançou seu primeiro conjunto de Blu-ray/DVD e seus pacotes de edições limitadas com livreto bônus, CD de trilha sonora e CD de drama em 25 de outubro de 2017. O segundo conjunto de Blu-ray/DVD e suas edições limitadas, que incluem um livreto bônus, outro CD de trilha sonora e DJCD da transmissão de rádio da série foi lançado em 27 de dezembro de 2017. O terceiro conjunto de Blu-ray/DVD, suas edições limitadas com livreto bônus, outro CD de trilha sonora e outro CD de drama foi lançado em 28 de fevereiro de 2018. O quarto e último conjunto de Blu-ray/DVD e suas edições limitadas que incluem livreto bônus, desenhos de animação e outro DJCD da Radio Broadcast da série foi lançado em 25 de abril de 2018.

### Outras mídias
Em 29 de novembro de 2014, Kotono Kato lançou um livro de ilustrações intitulado Milkazzar Altair The Shōkoku no Altair Illustration Gallery Book (ミルカザル・アルタイル　将国のアルタイルイラストギャラリーＢＯＯＫ). Em 6 de outubro de 2017, outro livro de arte, intitulado Shōkoku no Altair Artbook (画集 将国のアルタイル) e contendo mais de 170 ilustrações foi lançado, comemorando uma década da serialização do mangá.
Em 9 de agosto de 2017, um livro oficial feito por fãs intitulado Official Fanbook of Shōkoku no Altair Book of Stars (将国のアルタイル公式ファンブック 将星の書)  foi lançado, contendo ilustrações, antecedentes e perfis de personagens da série; uma prévia do livreto com esboços foi lançada na Monthly Shōnen Sirius em 26 de agosto do mesmo ano.

## Recepção
Em 2017, Shoukoku no Altair ganhou o 41.º Kodansha Manga Awards na categoria shōnen.